# 阎姓
阎姓，中文姓氏之一，在《百家姓》中排第327位。2006年阎姓人口在中国大陆排名第75。

## 起源
閻氏的来源主要有三种说法
- 周武王封吳太伯的曾孫仲弈在閻鄉，后代子孫遂以閻為氏。
- 周昭王的小儿子生下来手上有字「閻」，周康王将他封於閻城，遂以閻為氏。
- 晉成公之子懿，受封于閻邑（今山西安邑縣西部一帶，一說在運城縣），他的后世子孫以其封地名為氏，亦為閻氏。

阎姓自得姓以后，主要在今天的河南、山西、湖北一带活动。秦汉时，开始向四周迁徙，向西至今天的陕西、甘肃、四川，向东则抵达山东，向北至今天的河北、内蒙古地区。
在東漢四大外戚家族，漢安帝劉祜的皇后閻姬便曾任過皇后與皇太后，與閻顯曾稱霸朝廷一時。該閻家出身山西。不過後來全部被斬殺。東漢末年時，張魯的幕僚有閻圃。在五胡十六國時，也有姓閻的外族。
唐朝时，阎姓在山西发展迅速，成为太原郡十大望族之一。唐朝画家閻立本的祖父乃北周上柱國（武官頂點）之一，出身榆林盛樂（今内蒙古自治区和林格尔县）。一直到19世紀後半，閻氏在山西都還有知名人士，如慈禧年間主管財政的閻敬銘。
唐宋以后，阎姓向江南迁徙。在今湖北省大冶一帶，也有經過遷徙的閻家，並在附近有閻家村。根據傳說，明末李自成曾經經過閻家村，認為該村乃閻羅王有關，故又稱為「閻家在」。該閻家，後來也輾轉到台灣。
歷史上還有其他非漢族，集體改名閻姓的例子：如河南汤阴的阎氏，其祖先就是鲜卑族，而清代满洲八旗的布雅穆齐氏则集体改为阎姓。

## “闫姓”问题
一部分闫姓是由于草書俗字和《第二次汉字简化方案》（后被废止）造成的阎姓的分支。

## 延伸阅读
[在维基数据编辑]
 《百家姓》
 《欽定古今圖書集成·明倫彙編·氏族典·閻姓部》，出自陈梦雷《古今圖書集成》